# Замойский, Маврикий
Маври́кий Кли́мент (Клеменс) Замо́йский, в российской политической жизни Маври́кий Фоми́ч (пол. Maurycy Klemens Zamoyski); 30 июля 1871, Варшава — 5 мая 1939, Варшава) — граф, польский политик и дипломат, общественный деятель, 15-й ординат на Замостье, министр иностранных дел в 1924 году. Вице-президент Национального Польского комитета в Париже, член Национального Польского комитета (1914—1917).

## Биография
Представитель польского графского рода Замойских герба «Елита». Старший сын графа Томаша Франтишека Замойского (1832—1889), 14-го ордината на Замостье, и графини Марии Потоцкой (1851—1945). Окончил гимназию в Лешне (Познань) и университет в Германии. Был председателем Варшавского филармонического общества. Основатель школы изящных искусств в Варшаве. Председатель Варшавского сельскохозяйственного общества. Член Национально-демократической партии.
Член Национальной Лиги с 1905 года. В 1906 году был избран в 1-ю Государственную Думу Российской империи. Входил в состав Польского кола.
Был одним из самых крупных землевладельцев Царства Польского. В ответ на декларацию главнокомандующего российских войск великого князя Николая Николаевича Романова от 14 августа 1914 года граф Маврикий Замойский написал благодарственную телеграмму, в которой заявлял, в частности, «что кровь сынов Польши, пролитая вместе с кровью сыновей России против общего врага, станет крупнейшим залогом новой жизни, мира и дружбы двух братских славянских народов».
В 1919—1924 годах — посол Польши во Франции, в течение семи месяцев с 19 января 1924 года занимал должность министра иностранных дел Польши.
В 1922 году Маврикий Замойский стал одним из кандидатов (самым правым) на должность президента Польши и основным соперником Габриэля Нарутовича. Избрание первого президента происходило в Национальном собрании Польши. Несмотря на то, что Маврикий Замойский лидировал в первом и последующих раундах голосований, в ходе окончательного голосования получил 227 голосов, а Габриэль Нарутович — 289 голосов и одержал победу.
Вначале член, затем вице-президент (1902—1907) и президент (1907—1919) комитета по строительству памятника Ф. Шопену в Варшаве.

## Семья и дети
18 июля 1906 года женился на княжне Марии Розе Софии Сапеге (19 сентября 1884 — 28 августа 1969), дочери князя Яна Павла Александра Сапеги (1847—1901) и графини Северины Марии Уруской (1860—1931). Их дети:
- Мария (род. 29 мая 1907 — 3 декабря 2000), муж с 1930 года граф Станислав Костка Кароль Замойский (1899—1939)
- София (род. 7 июля 1908 — 3 ноября 1999), муж с 1935 года Казимир Скаржиньский (1888—1962)
- Роза (род. 10 января 1911 — 18 июля 2005), муж с 1931 года граф Артур Тарновский (1903—1984)
- Ян Томаш (12 июня 1912 — 29 июня 2002), 16-й ординат Замойский, жена с 1938 года Роза Жолтовская (1913—1976)[5]
- Анджей (род. 10 января 1914 — 25 мая 1986), жена Ирена Домбовская (1920—2005)
- Владислав (род. 26 июля 1915 — 24 сентября 2001), жена с 1946 года Хелена Клокоцкая (1904—1998)[5]
- Анна Мария (20 сентября 1920 — 24 сентября 1983), муж с 1940 года князь Пётр Михаил Войцех Чарторыйский (1909—1993)[5].
- Павел Марек (род. 14 марта 1922 — 20 марта 1985), жена с 1955 года Ольга Родригес Уриа (род. 1928)[5].
- Тереза (11 ноября 1923 — 28 марта 1995)
- Кристина (род. 31 июля 1925 — 30 июля 2008), муж с 1949 года Павел Станислав Попель (1920—1980)[5].